# Tomás Vellvé i Mengual
Tomás Vellvé Mengual (Barcelona 25 de agosto de 1927-Barcelona 7 de abril de 1998) fue un grafista, diseñador gráfico, publicista y pionero del diseño gráfico español. Entre su extensa obra destaca por ser el creador de la Tipografía Vellvé y por la creación del trofeo LAUS para ADG-FAD.

## Historia
Nació en Barcelona en 1927. Empezó trabajando para "Rieusset", la Compañía General de Industrias Gráficas. Empezó a estudiar dibujo, litografía, grabado, tipografía y fotografía.
Más adelante, en 1948, se marcha a Madrid para estudiar Bellas Artes y Artes Gráficas. En 1950 regresa a Barcelona y funda su estudio ejerciendo como grafista.
Expone algunos de sus carteles e ilustraciones en exposiciones internacionales.
Creó el trofeo LAUS (escultura de dos piezas que encajan entre sí) para la asociación de grafistas FAD.
En 1970, Vellvé creó para la Fundición Tipográfica Neufville el alfabeto de su apellido Vellvé, tipografía que consiguió un premio LAUS. Se considera un alfabeto muy avanzado y sofisticado para su tiempo, una de las tipografías más modernas e innovadoras dentro del diseño tipográfico español así como el primer palo seco ibérico según la clasificación de Neufville.

## Obra
- 1950. Cartel promocional "Vuele a América" con Iberia
- 1962. Cartel promocional Festival de la canción mediterránea
- 1965. Portada de la revista Gebrauchsgraphik
- 1964. Cartel Pabellón de España en la feria de Nueva York
- 1966. Cartel Salón Automóvil de Barcelona
- 1970. Trofeo LAUS. Compuesto de una pieza metálica y otra de madera que representan al cliente y al diseñador.
- 1970. Calendarios para la industria gráfica Casamajó
- 1973. Alfabeto Vellvé
- 1974. Logo de la empresa Industrial Bolsera